# Малов, Евфимий Александрович
Евфимий Александрович Малов (23 января 1835, Тереньга, Сенгилеевский уезд, Симбирская губерния, Российская империя — 25 февраля 1918, Казань, РСФСР) — православный тюрколог-миссионер, писатель, протоиерей, отец С. Е. Малова. Заслуженный профессор Казанской духовной академии по кафедре противомусульманских миссионерских предметов.
Член-сотрудник (1884), действительный член (1895) Общества археологии, истории и этнографии при Казанском университете.

## Биография
Родился 23 января 1835 года[по какому календарю?] в с. Тереньга Сенгилеевского уезда Симбирской губернии.
Окончил Казанскую духовную академию (1862) и был назначен преподавателем в Казанскую духовную семинарию. В 1863 году был переведён в Казанскую духовную академию на кафедру противомусульманских предметов с присвоением звания бакалавра.
В 1869 году был рукоположён в священники Богоявленской церкви Казани с сохранением должности профессора, с 1880 года — протоиерей, с 1886 — протоиерей кафедрального Благовещенского собора.
В 1875 году основал частный миссионерский приют в Казани. Член-учредитель Братства святителя Гурия (1867), в 1869—1875 годах — член его Переводческой комиссии.
В 1883—1895 годах Малов был редактором журнала «Известия по Казанской епархии».
В Казани Малов проживал со своей семьёй в собственном доме — в Академической слободе, дом № 11 по ул. 2-я Академическая (современная ул. Зинина). Здесь в 1880 году у него родился сын Сергей, который стал видным учёным.
Умер 25 февраля 1918 года в Казани, был похоронен на Арском кладбище города.

## Труды
- «Приходы старокрещенных и новокрещенных татар» (1865)
- «О татарских мечетях в России» («Православный собеседник», 1867—1868)
- «Новокрещенские школы в XVIII в.» («Православное обозрение», 1868)
- «Православная противомусульманская миссия в Казанском крае» («Православный собеседник», 1868—1870)
- «Очерк религиозного состояния крещеных татар, подвергшихся влиянию магометанства» («Православный собеседник», 1871—1872)
- «Взгляд на способы, коими, по взгляду мухамеддан, сообщались Мухаммеду откровения» (в «Противомусульманском сборнике», Казань, 1873)
- «О новокрещенской конторе 1731—1764» («Православный собеседник», 1878)
- «О чувашах» («Православный собеседник», 1882)
- «Моисеево законодательство по учению Библии и по учению Корана» («Православный собеседник», 1890)
- «Вразумление раскольникам» (Казань, 1891)

Переводы
- Бакыргани С. Мухаммеданское учение о кончине мира = Ахыр заман китаби. — Казань: Типо-Лит. Имп. Ун-та, 1897. — 96, IV с.

Исследования Малова «О новокрещенских школах в XVIII в.» (1868), «О Новокрещенской конторе» (1878), «О влиянии еврейства на чуваш: опыт объяснения некоторых чувашских слов», «О чувашах» (1882) и другие — содержат фактический материал по истории народного образования и христианизации, традиционной религии чувашского народа.

## Награды
За свою многолетнюю службу Малов удостоился многих наград:
- орден Св. Анны 1-й и 2-й степеней
- орден Св. Владимира 3-й и 4-й степеней
- серебряная медаль в память о Русско-турецкой войне 1881—1884 гг.
- знак Красного Креста за участие в сборе денег на нужды больных и раненых воинов.